# Ernst Kurth

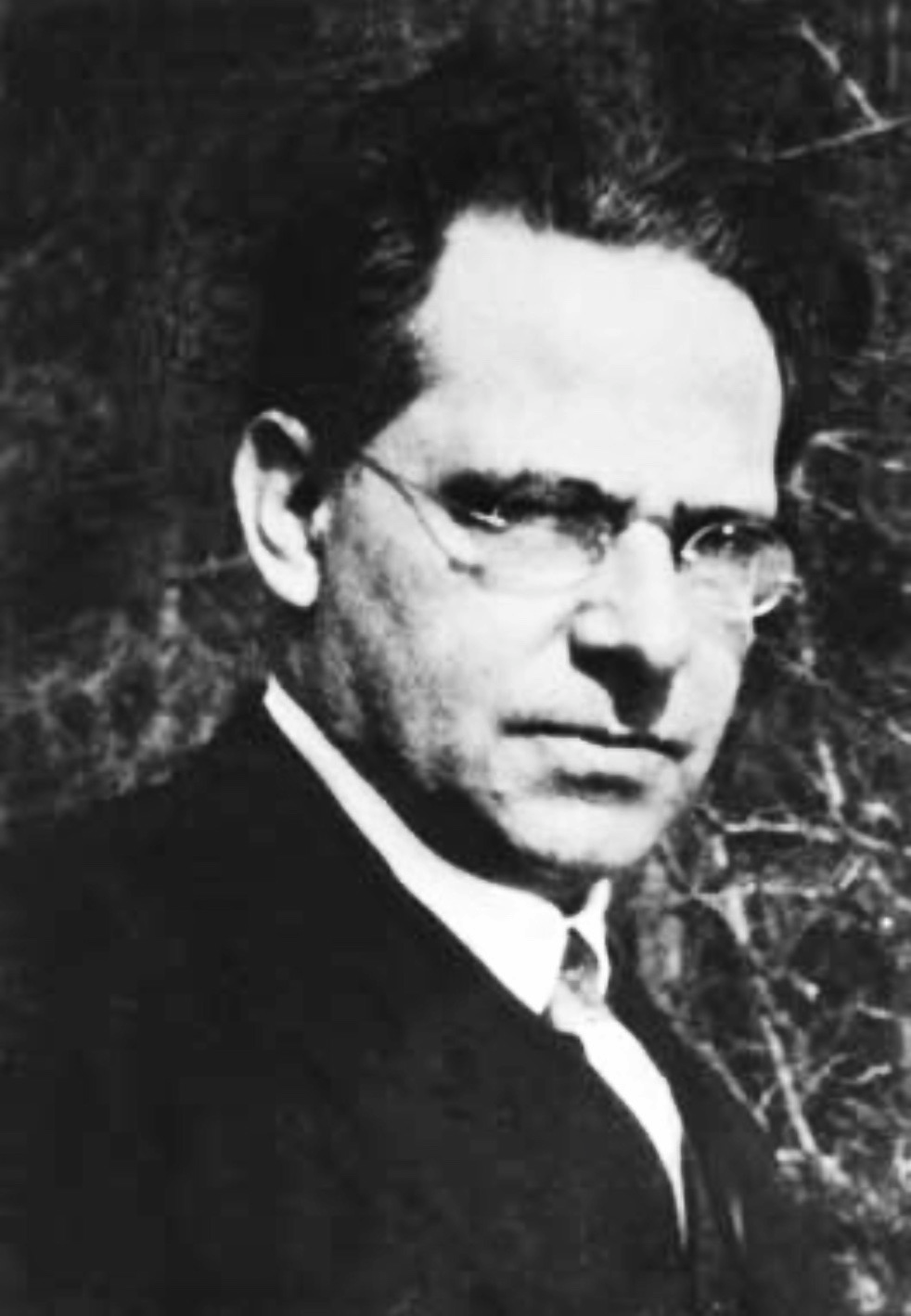
Ernst Kurth

Ernst Kurth, född 1 juni 1886, död 2 augusti 1946, var en österrikisk musikskriftställare.
Kurth studerade musikvetenskap i Wien, och blev 1920 professor vid universitetet i Bern. Han har bland annat författat Die Voraussetzungen der theoretischen Harmonik (1913), Grundlagen des linearen Kontrapunkts (1917), Romantische Harmonik und ihere Krise in Wagners Tristan (1920), samt en stort anlagd monografi över Anton Bruckner.